# Нунеш, Алоизиу
Алоизиу Нунеш Феррейра Фильу (порт. Aloysio Nunes Ferreira Filho; род. 5 апреля 1945, Сан-Жозе-ду-Риу-Прету, Сан-Паулу) — бразильский государственный деятель, министр иностранных дел (2017—2018).

## Биография
Алоизиу Нунеш родился 5 апреля 1945 года в Сан-Жозе-ду-Риу-Прету. Учился на юридическом факультете Университета Сан-Паулу, а затем занялся политикой в Бразильская коммунистической партии. Во время военной диктатуры он участвовал в протестах и был отправлен в Париж.
В 1979 году он смог вернуться на бразильскую землю благодаря «Закону об амнистии», который помиловал политических активистов. После этого он вышел из Коммунистической партии Бразилии и присоединился к Бразильскому демократическому движению, а в 1982—1985 годах был депутатом местного парламента.

## Карьера
В 1990 году он был избран вице-губернатором Сан-Паулу, а в 1992 году был кандидатом на пост мэра города.
В 1994 году он был избран федеральным депутатом, а в 1997 году он присоединился к Бразильской социал-демократической партии. Он был советником президента Фернанду Энрики Кардозу, а позже занял пост министра юстиции.
В 2010 году он был избран сенатором.
На выборах 2014 года Нунеш был кандидатом на пост вице-президента на президентских выборах в команде с Аэсио Невисом.